# Bosch L-Jetronic
L-Jetronic – pośredni wielopunktowy wtrysk paliwa firmy Bosch używany w wielu silnikach benzynowych z lat 80.
Podstawą działania są trzy następujące elementy:
- zasilanie paliwem,
- doprowadzenie powietrza,
- ECU (elektroniczna jednostka sterująca).

Paliwo jest podawane do wtryskiwacza poprzez pompę paliwa, która jest napędzana elektrycznie. Dawka paliwa obliczana jest kilka razy na sekundę przez komputer sterujący, który pobiera dane o ilości zasysanego powietrza, tak aby mieszanka paliwowo-powietrzna osiągała skład najbliższy proporcji stechiometrycznej. Dzięki lepszemu spalaniu paliwa silnik ma wyższe osiągi i niższe spalanie w porównaniu z silnikami gaźnikowymi. Cechą jest zastosowanie przepływomierza z ruchomą klapą.